# Guardami (film 1999)
Guardami è un film del 1999 diretto da Davide Ferrario.
Il soggetto è liberamente ispirato alla vita di Moana Pozzi.

## Trama
Nina è una pornoattrice, intelligente, di famiglia benestante, indipendente e vuole lavorare senza l'aiuto di un manager. Ama lo svago, pratica sport, ha amicizie di ogni tipo, ama una donna, Cristiana, frequenta locali sia alternativi sia privé. Sente la lontananza di suo padre, funzionario ONU nei teatri di guerra, ed è molto attaccata alla madre, alla quale non nasconde il proprio lavoro, la cui spinta scaturisce da un bisogno parossistico di attenzione e contatto umano. Un giorno Nina scopre di avere un cancro, così deve allentare i suoi impegni di lavoro per potersi sottoporre alla chemioterapia. La malattia e l'eventualità della morte significano il declino, il ritorno nell'ombra della solitudine. Nina in ospedale fa amicizia con un insegnante anch'egli malato oncologico, Flavio, il quale si innamora di lei pur non capacitandosi del suo lavoro.

## Produzione
Il regista Ferrario include nel cast attori e registi del genere pornografico come Luca Damiano e Joe D'Amato. Quest'ultimo che avrebbe dovuto interpretare un regista morì nel periodo delle riprese. Vladimir Luxuria veste i panni di un'ammiccante disc jockey in un locale privé.
Alcune scene sono state riprese durante la manifestazione MiSex, con l'esibizione della protagonista ritenuta dal pubblico una pornoattrice. Altre scene sono state girate a Civitavecchia, Roma, a San Gregorio da Sassola e nella città vecchia di Mostar (Bosnia-Erzegovina).
Nel film vi sono scene realistiche di atti sessuali.
Nel film il gruppo delle Officine Schwartz esegue dal vivo il brano Acatù.
Elisabetta Cavallotti dice che, se avesse avuto un fidanzato, non avrebbe fatto il film: "Non avrei potuto tornare da lui, dopo essere stata nuda tra corpi nudi di uomini e di donne, dopo aver preso in bocca piselli di estranei, avere avuto addosso chissà quante mani."

## Distribuzione
Il film è stato presentato alla 56ª Mostra internazionale d'arte cinematografica di Venezia.

## Accoglienza
Il film ha ricevuto 5,6/10 punti sul database di cinema IMDb (basato su 549 voti) e 2,35/5 punti sul portale MYmovies. Sul quotidiano la Repubblica viene recensito in maniera negativa da Natalia Aspesi, che commenta: "A un certo punto dal porno si passa al patetico, dalle penetrazioni alla chemioterapia. Non si ansimava prima, non ci si commuove dopo."

## Opere derivate
Dall'esperienza di preparazione e di lavorazione del film è nato anche un libro intitolato Guardami - Storie dal porno, che raccoglie scritti di Ferrario e fotografie di scena di Attilio Concari.